# بنی بوسعید
بنی بوسعید (به عربی: بنی بوسعید) یک شهرداری در الجزایر است که در استان تلمسان واقع شده‌است.